# Джиганте, Маттео
Маттео Джиганте (итал. Matteo Gigante; род. 4 января 2002, Рим) — итальянский профессиональный теннисист.

## Биография
В 2019 году Джиганте дебютировал в туре ITF. В 2020 году взял старт на уровне турниров серии Челленджер. Первым таким стал турнир в Бергамо.
В 2022 году Джиганте выиграл свой первый титул ITF в Шарм-эль-Шейхе. В том же году он дважды выходил в полуфинал турниров серии «Челленджер».
В 2023 году Маттео выиграл свой первый титул на турнире серии «Челленджер» в Тенерифе, взяв старт в качестве «лаки-лузера». В июле 2023 года дебютировал в топ-200 после своего второго в карьере финала на турнире серии «Челленджер» в Милане. В августе выиграл свой второй титул на турнире серии «Челленджер» в Кордове.
4 марта 2024 года Маттео вошёл в топ-150, заняв 148-е место в мировом рейтинге, после победы на турнире серии «Челленджер» в Таиланде, а затем победил ещё на одном турнире в Тенерифе. На турнире Гран-при Хасана II 2024 года Маттео попал в основную сетку после победы в квалификации, но снялся во втором сете матча против Роберто Карбальеса Баэны.
В январе 2025 года Джиганте, победив в квалификации, дебютировал на турнире Большого шлема Открытом чемпионате Австралии. В первом круге его соперником был Юго Эмбер из Франции, которому итальянец уступил в трёх сетах.
На Открытом чемпионате Франции 2025 года, будучи 167-й ракеткой мира, прошёл квалификацию, обыграв в решающем раунде Эльмера Мёллера в двух сетах. В первом круге основной сетки обыграл Бенджамина Хассана в трёх сетах. Во втором круге сенсационно обыграл 20-ю ракетку мира Стефаноса Циципаса со счётом 6-4 5-7 6-2 6-4.

## Рейтинг на конец года
| Год  | Одиночный рейтинг | Парный рейтинг |
| 2024 | 141               | 1374           |
| 2023 | 181               | 506            |
| 2022 | 250               | 418            |
| 2021 | 790               | 1195           |
| 2020 | 873               | 563            |
| 2019 | 1123              | 1514           |